# Frička
Frička (allemand : Fritsch) , est un village de Slovaquie situé dans la région de Prešov.

## Histoire
Première mention écrite du village en 1618.

## Démographie

### Évolution de la population
| Année:               | 1994. | 2004.    | 2014.    | 2024.   |
| -------------------- | ----- | -------- | -------- | ------- |
| Nombre de personnes: | 217   | 255      | 321      | 337     |
| Différence:          |       | +17,51 % | +25,88 % | +4,98 % |

| Année:               | 2023. | 2024.   |
| -------------------- | ----- | ------- |
| Nombre de personnes: | 334   | 337     |
| Différence:          |       | +0,89 % |

## Monuments
Église en bois du XVIIIe siècle. L'iconostase date de 1830.